# Bolxaia Sarovka
Bolxaia Sarovka (en rus: Большая Саровка) és un poble (possiólok) de l'óblast de Tomsk, a Rússia, que el 2015 tenia 735 habitants.